# Làmac
Làmac (en llatí Lamachus, en grec antic Λάμαχος "Lámachos") fill de Xenòfanes, fou un militar grec que va viure al segle v aC.
Plutarc diu que Pèricles li va encarregar el comandament de tretze vaixells a l'Euxí per ajudat al poble de Sinope contra el tirà Timesilau, i que després d'haver vençut i haver expulsat al tirà, va establir 600 colons atenencs a la ciutat. Aquest fet no es pot datar exactament, però seria anterior al 445 aC.
A l'octau any de la guerra del Peloponès, el 424 aC, amb un destacament de 10 vaixells amb l'encàrrec de cobrar tributs, va sortir de l'Euxí i va arribar a la boca del Calex prop d'Heraclea del Pont i una gran tempesta va destruir les seves naus. Va aconseguir arribar a Calcedònia amb un únic vaixell, segons diu Tucídides.
L'any 421 aC apareix entre els signants del tractat amb Esparta, conegut com la Pau de Nícies, que va posar fi temporalment a la guerra del Peloponès.
El 415 aC apareix com a col·lega d'Alcibíades i Nícies a la gran expedició a Sicília, on va donar suport a Alcibíades que proposava un atac immediat a Siracusa. Nícies volia retornar a Atenes, però finalment va optar per aconsellar un atac a Siracusa i l'ocupació de Mègara Hiblea com a base per futurs atacs. Va morir en la lluita l'any següent (414 aC).
Làmac apareix com un dels personatges d'Aristòfanes a Els acarnesos, on el caracteritza com un soldat valent i una mica desconcertant, agraït pel seu sou. Plutarc el descriu com a valent i honest, i un heroi al camp de batalla, però tant pobre que cada vegada que feien un consell de caps, demanava diner per comprar-se sabates i roba. Plató també parla de la seva valentia.